# 利蒙 (多姆山省)
利蒙（法語：Limons，法語發音：[limɔ̃] ⓘ）是法国多姆山省的一个市镇，位于该省东北部，属于蒂耶尔区。

## 地理
利蒙（45°58'25"N, 3°26'43"E）面积14.88 平方千米，位于法国奥弗涅-罗讷-阿尔卑斯大区多姆山省，该省份为法国中南部省份，北起阿列省接壤，东临卢瓦尔省，南至上盧瓦爾省和康塔爾省，西接科雷兹省和克勒兹省。
与利蒙接壤的市镇（或旧市镇、城区）包括：沙尔纳、吕济亚、蒙斯、皮纪尧姆、里镇。
利蒙的时区为UTC+01:00、UTC+02:00（夏令时）。

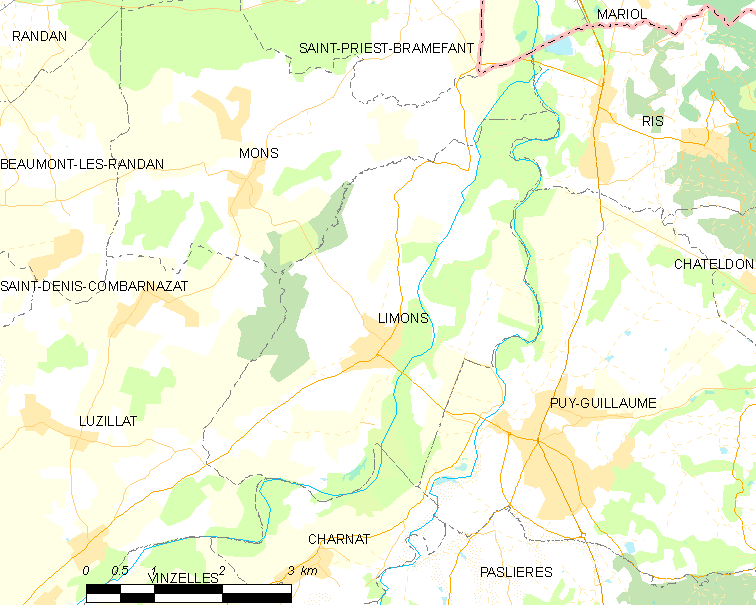
利蒙的OSM定位图

## 行政
利蒙的邮政编码为63290，INSEE市镇编码为63196。

## 政治
利蒙所属的省级选区为马兰格县。

## 人口

1962-2008年间利蒙人口变化图示

利蒙于2022年1月1日时的人口数量为729人。